# 樋田豊次郎
樋田 豊次郎（ひだ とよじろう、1950年10月31日 - ）は、日本の美術史家。
専門は、工芸デザイン分野における日本・東洋・西洋の交流史。元東京都庭園美術館館長。
筆名は樋田豊郎（ひだとよろう）。 長者町岬（ちょうじゃまち　みさき）。

## 来歴
東京都生まれで、神奈川県藤沢市で育つ。1974年に東京芸術大学美術学部芸術学科を卒業、続いて同大学院芸術学専攻に進み、1976年に修了する。
1979年より東京国立近代美術館の工芸課研究員となる。この時期までは、国家主義を象徴する明治工芸を調査していた。1985年10月より半年間、文部省在外研修としてパリ装飾美術館で学ぶ。1987年に東京国立近代美術館主任研究員に就任。
その後、個人主義や市民意識の覚醒をうながす作品を評価する立場へと移行していった。2002年に京都工芸繊維大学助教授に就任（2007年3月まで）。この間、文部科学省学芸員等在外派遣研修として2004年12月から3か月間、マサチューセッツ工科大学に留学している。
多様な観点から新人美術作家の発掘と海外発信をおこなうための組織として、NPO法人アート・インタラクティヴ東京を立ち上げ、2006年から2009年まで理事長を務める。
2007年に秋田公立美術工芸短期大学の学長に就任。大学の4年制化申請に対する文部科学大臣の不認可表明に抗議したことがあった。2013年4月に、4年制化された秋田公立美術大学の学長に移行し、理事長を兼任する（いずれも2015年3月退任）。
1983年「モダニズムの工芸家たち」展、1992年「ルネ・ラリック」展、1994年「素材の領分」展などを担当。2001年“Contemporary Japanese Jewellery” exhibition, Crafts Council London, 2015年「アジアの潜在力」展、 2018年「ブラジル先住民の椅子」展などを監修。
2015年より武蔵野美術大学客員教授、2016年7月〜2022年6月まで、東京都庭園美術館の館長を務める。

## 賞歴
- 倫雅美術奨励賞：1994年（「素材の領分」展）

## 著書

### 単著
- 『人間国宝シリーズ26 高村豊周』講談社、1980年
- 樋田豊次郎『明治の輸出工芸図案 ―起立工商会社工芸下図集』京都書院、1987年。ISBN 4763620371。
- 樋田豊次郎『日本文様図集 明治の輸出工芸図案―起立工商会社の歴史』京都書院、1998年。ISBN 4763617133。
- 樋田豊次郎『工芸の領分 ―工芸には生活感情が封印されている』中央公論美術出版、2003年。ISBN 4805504684。
- 『工芸家 ―「伝統」の生産者』美学出版、2004年
- 樋田豊郎　『工芸のコンポジション 伝統の功罪についての13試論』里文出版 　2021年。　ISBN 4898065066。
- 長者町岬　「アフリカの女」現代企画室　2024年　ISBN　978-4-7738-2401-8

### 共編著
- 『佐々木象堂作品集』新潟日報社、1989年
- 『昭和の文化遺産８ 工芸Ⅲ』ぎょうせい、1991年
- 『世界のガラス ―光の小宇宙』集英社、1992年
- 『ハリリコレクション第1巻 ―論文篇』同朋舎出版、1994年
- 『今日の手わざ』求龍堂、1995年
- 『調査研究報告書　温知図録』東京国立博物館、1997年
- 『京都工芸繊維大学所蔵名品集 ―1902年の好奇心』光村推古書院、2003年
- 『明治・大正図案集の研究 ―近代にいかされた江戸のデザイン』国書刊行会、2004年
- 『近代日本デザイン史』美学出版、2006年
- 『終わりきれない「近代」 ―八木一夫とオブジェ焼』美学出版、2008年
- 『楽浪漆器 ―東アジアの文化をつなぐ漢の漆工品』美学出版、2012年

## 論文
Cinii